# Yungipicus ramsayi
El pico de las Sulu (Yungipicus ramsayi) es una especie de ave piciforme Picidae de la familia endémica  del sur de Filipinas. Anteriormente se consideraba de la misma especie que el pico filipino (Y. maculatus), con el que forma una superespecie junto al pico de Célebes (Y. temminckii).

## Distribución
Se encuentra únicamente en el archipiélago de Joló, en el sur de Filipinas y aledaño a Borneo. Su hábitat natural son los bosques y manglares tropicales isleños. Está amenazado por la pérdida de hábitat.